# Sunbury-Oromocto Provincial Park
Sunbury-Oromocto Provincial Park är en park i Kanada.   Den ligger i provinsen New Brunswick, i den sydöstra delen av landet, 700 km öster om huvudstaden Ottawa. Sunbury-Oromocto Provincial Park ligger 3 meter över havet. Den ligger vid sjön Sunpoke Lake.
Terrängen runt Sunbury-Oromocto Provincial Park är huvudsakligen platt. Sunbury-Oromocto Provincial Park ligger nere i en dal. Närmaste större samhälle är Oromocto, 7,1 km nordost om Sunbury-Oromocto Provincial Park. 
I omgivningarna runt Sunbury-Oromocto Provincial Park växer i huvudsak blandskog. Runt Sunbury-Oromocto Provincial Park är det glesbefolkat, med 12 invånare per kvadratkilometer.